# 谢尔盖·布尔拉科夫
谢尔盖·弗拉基米罗维奇·布尔拉科夫（俄语：Сергей Владимирович Бурлаков；1971年5月26日—）是残疾人运动员、俄罗斯政治人物、第八届国家杜马代表。
2019年至2021年，他担任俄罗斯联邦公众院成员。2020年，他是俄罗斯宪法修正案工作组的成员。2021年9月起，他担任第八届国家杜马代表。他代表塔甘罗格选区。
谢尔盖·布尔拉科夫结过两次婚，育有三个孩子。

## 制裁
布尔拉科夫于2022年因俄乌战争而受到英国政府制裁。